# Classification APG III
La classification APG III (2009) est la troisième version de la classification botanique phylogénétique des angiospermes établie par l'Angiosperm Phylogeny Group. C'est une révision et une mise à jour des familles de plantes à fleurs de la classification phylogénétique APG II (2003), de nouveau mise à jour avec la classification phylogénétique APG IV (2016)[pas clair].
Comme la classification phylogénétique APG (1998) et la classification phylogénétique APG II (2003), cette classification est construite à la base de deux gènes chloroplastiques et un gène nucléaire de ribosome, mais ces données sont complétées dans quelques cas par d'autres données.

## Classification résumée
La classification est organisée en 13 clades et 59 ordres :
- clade des Angiospermes
  - ordre des Amborellales
  - ordre des Austrobaileyales
  - ordre des Chloranthales
  - ordre des Nymphaeales
  - clade des Magnoliidées (en anglais, "magnoliids")
    - ordre des Canellales
    - ordre des Laurales
    - ordre des Magnoliales
    - ordre des Piperales

  - clade des Monocotylédones (en anglais, "monocots")
    - ordre des Acorales
    - ordre des Alismatales
    - ordre des Asparagales
    - ordre des Dioscoreales
    - ordre des Liliales
    - ordre des Pandanales
    - ordre des Petrosaviales
    - clade des Commelinidées (en anglais, "commelinids")
      - famille des Dasypogonaceae -- placée sans ordre
      - ordre des Arecales
      - ordre des Commelinales
      - ordre des Poales
      - ordre des Zingiberales

  - clade probable frère du clade des Dicotylédones vraies
    - ordre des Ceratophyllales

  - clade des "Dicotylédones vraies" ou Eudicotylédones (en anglais, "eudicots" ou "eudicotyledons")
    - famille des Sabiaceae -- placée sans ordre
    - ordre des Buxales
    - ordre des Proteales
    - ordre des Ranunculales
    - ordre des Trochodendrales
    - clade du "Noyau des Dicotylédones vraies" ou "Eudicotylédones supérieures" (en anglais, "core eudicots" ou "core eudicotyledons")
      - famille des Dilleniaceae -- placée sans ordre
      - ordre des Berberidopsidales
      - ordre des Caryophyllales
      - ordre des Gunnerales
      - ordre des Santalales
      - ordre des Saxifragales
      - clade des Rosidées (en anglais, "rosids")
        - ordre des Vitales
        - clade des Fabidées ou Eurosidées I (en anglais, "eurosids I" ou "fabids")
          - ordre des Celastrales
          - ordre des Cucurbitales
          - ordre des Fabales
          - ordre des Fagales
          - ordre des Malpighiales
          - ordre des Oxalidales
          - ordre des Rosales
          - ordre des Zygophyllales

        - clade des Malvidées ou Eurosidées II (en anglais "eurosids II" ou "malvids")
          - ordre des Brassicales
          - ordre des Crossosomatales
          - ordre des Geraniales
          - ordre des Huerteales
          - ordre des Malvales
          - ordre des Myrtales
          - ordre des Picramniales
          - ordre des Sapindales

      - clade des Astéridées (en anglais, "asterids")
        - ordre des Cornales
        - ordre des Ericales
        - clade des Lamiidées ou Euastéridées I (en anglais, "euasterids I" ou "lamiids")
          - famille des Boraginaceae -- placée sans ordre
          - famille des Icacinaceae -- placée sans ordre
          - famille des Metteniusaceae -- placée sans ordre
          - famille des Oncothecaceae -- placée sans ordre
          - famille des Vahliaceae -- placée sans ordre
          - ordre des Garryales
          - ordre des Gentianales
          - ordre des Lamiales
          - ordre des Solanales

        - clade des Campanulidées ou Euastéridées II (en anglais, "euasterids II" ou "campanulids")
          - ordre des Apiales
          - ordre des Aquifoliales
          - ordre des Asterales
          - ordre des Bruniales
          - ordre des Dipsacales
          - ordre des Escalloniales
          - ordre des Paracryphiales

## Classification détaillée (avec toutes les familles)
Légende:
† = nouvel ordre (apparu depuis la classification APGII);
* = nouvel emplacement pour cette famille (changé depuis la classification APGII);
§ = famille de nouvelle définition, nouveau périmètre (contenu ayant changé) (voir texte de APGII).
$ familles qui représentent parmi les options disponibles dans APG II le périmètre le plus vaste, et préféré ici,
$$ familles qui avaient été placées entre crochets dans APG II, ces périmètres plus étroits étant préférés ici.

### Angiospermes
La classification décrit 59 ordres et 413 familles dont 2 ont une position incertaine, 3 genres n'étant encore classés dans aucune famille :
- †Amborellales Melikyan, A.V.Bobrov & Zaytzeva (1999)
  - Amborellaceae Pichon (1948)
- †Nymphaeales Salisb. ex Bercht. & J.Presl (1820)
  - $$Cabombaceae Rich. ex A.Rich. (1822)
  - *Hydatellaceae U.Hamann (1976)
  - $$Nymphaeaceae Salisb. (1805)
- Austrobaileyales Takht. ex Reveal (1992)
  - Austrobaileyaceae Croizat (1943)
  - $Schisandraceae Blume (1830) (incluant Illiciaceae A.C.Sm.)
  - Trimeniaceae L.S.Gibbs (1917)
- †Chloranthales R.Br. (1835)
  - Chloranthaceae R.Br. ex Sims (1820)

#### Magnoliidées(anglais "magnoliids")
- Canellales Cronquist (1957)
  - Canellaceae Mart. (1832)
  - Winteraceae R.Br. ex Lindl. (1830)
- Piperales Bercht. & J.Presl (1820)
  - Aristolochiaceae Juss. (1789)
  - Hydnoraceae C.Agardh (1821)
  - Lactoridaceae Engl. (1888)
  - Piperaceae Giseke (1792)
  - Saururaceae F.Voigt (1811)
- Laurales Juss. ex Bercht. & J.Presl (1820)
  - Atherospermataceae R.Br. (1814)
  - Calycanthaceae Lindl. (1819)
  - Gomortegaceae Reiche (1896)
  - Hernandiaceae Blume (1826)
  - Lauraceae Juss. (1789)
  - Monimiaceae Juss. (1809)
  - Siparunaceae Schodde (1970)
- Magnoliales Juss. ex Bercht. & J.Presl (1820)
  - Annonaceae Juss. (1789)
  - Degeneriaceae I.W.Bailey & A.C.Sm. (1942)
  - Eupomatiaceae Orb. (1845)
  - Himantandraceae Diels (1917)
  - Magnoliaceae Juss. (1789)
  - Myristicaceae R.Br. (1810)

#### Monocotylédones(anglais "monocots")
- Acorales Link (1835)
  - Acoraceae Martinov (1820)
- Alismatales R.Br. ex Bercht. & J.Presl (1820)
  - §Alismataceae Vent. (1799) (incluant Limnocharitaceae Takht. ex Cronquist)
  - Aponogetonaceae Planch. (1856)
  - Araceae Juss. (1789)
  - Butomaceae Mirb. (1804)
  - Cymodoceaceae Vines (1895)
  - Hydrocharitaceae Juss. (1789)
  - Juncaginaceae Rich. (1808)
  - Posidoniaceae Vines (1895)
  - Potamogetonaceae Bercht. & J.Presl (1823)
  - Ruppiaceae Horan. (1834)
  - Scheuchzeriaceae F.Rudolphi (1830)
  - Tofieldiaceae Takht. (1995)
  - Zosteraceae Dumort. (1829)
- †Petrosaviales Takht. (1997)
  - Petrosaviaceae Hutch. (1934)
- Dioscoreales R.Br. (1835)
  - Burmanniaceae Blume (1827)
  - Dioscoreaceae R.Br. (1810)
  - Nartheciaceae Fr. ex Bjurzon (1846)
- Pandanales R.Br. ex Bercht. & J.Presl (1820)
  - Cyclanthaceae Poit. ex A.Rich. (1824)
  - Pandanaceae R.Br. (1810)
  - Stemonaceae Caruel (1878)
  - Triuridaceae Gardner (1843)
  - Velloziaceae J.Agardh (1858)
- Liliales Perleb (1826)
  - §Alstroemeriaceae Dumort. (1829) (incluant Luzuriagaceae Lotsy)
  - Campynemataceae Dumort. (1829)
  - Colchicaceae DC. (1804)
  - Corsiaceae Becc. (1878)
  - Liliaceae Juss. (1789)
  - Melanthiaceae Batsch ex Borkh. (1797)
  - *Petermanniaceae Hutch. (1934)
  - Philesiaceae Dumort. (1829)
  - Ripogonaceae Conran & Clifford (1985)
  - Smilacaceae Vent. (1799)
- Asparagales Link (1829)
  - $Amaryllidaceae J.St.-Hil. (incluant Agapanthaceae F.Voigt, Alliaceae Borkh.)
  - $Asparagaceae Juss. (1789) (incluant Agavaceae Dumort., Aphyllanthaceae Burnett, Hesperocallidaceae Traub, Hyacinthaceae Batsch ex Borkh., Laxmanniaceae Bubani, Ruscaceae M.Roem., Themidaceae Salisb.)
  - Asteliaceae Dumort. (1829)
  - Blandfordiaceae R.Dahlgren & Clifford (1985)
  - Boryaceae M.W.Chase, Rudall & Conran (1997)
  - Doryanthaceae R.Dahlgren & Clifford (1985)
  - Hypoxidaceae R.Br. (1814)
  - Iridaceae Juss. (1789)
  - Ixioliriaceae Nakai (1943)
  - Lanariaceae R.Dahlgren & A.E.van Wyk (1988)
  - Orchidaceae Juss. (1789)
  - Tecophilaeaceae Leyb. (1862)
  - $Xanthorrhoeaceae Dumort. (1829) (incluant Asphodelaceae Juss. and Hemerocallidaceae R.Br.)
  - Xeronemataceae M.W.Chase, Rudall & M.F.Fay (2000)

##### Commelinidées(anglais "commelinids")
- Dasypogonaceae Dumort. (1829)
- Arecales Bromhead (1840)
  - Arecaceae Bercht. & J.Presl (1820)
- Commelinales Mirb. ex Bercht. & J.Presl (1820)
  - Commelinaceae Mirb. (1804)
  - Haemodoraceae R.Br. (1810)
  - Hanguanaceae Airy Shaw (1965)
  - Philydraceae Link (1821)
  - Pontederiaceae Kunth (1816)
- Poales Small (1903)
  - Anarthriaceae D.F.Cutler & Airy Shaw (1965)
  - Bromeliaceae Juss. (1789)
  - Centrolepidaceae Endl. (1836)
  - Cyperaceae Juss. (1789)
  - Ecdeiocoleaceae D.F.Cutler & Airy Shaw (1965)
  - Eriocaulaceae Martinov (1820)
  - Flagellariaceae Dumort. (1829)
  - Joinvilleaceae Toml. & A.C.Sm. (1970)
  - Juncaceae Juss. (1789)
  - Mayacaceae Kunth (1842)
  - Poaceae Barnhart (1895)
  - Rapateaceae Dumort. (1829)
  - Restionaceae R.Br. (1810)
  - Thurniaceae Engl. (1907)
  - §Typhaceae Juss. (1789) (incluant Sparganiaceae Hanin)
  - Xyridaceae C.Agardh (1823)
- Zingiberales Griseb. (1854)
  - Cannaceae Juss. (1789)
  - Costaceae Nakai (1941)
  - Heliconiaceae Vines (1895)
  - Lowiaceae Ridl. (1924)
  - Marantaceae R.Br. (1814)
  - Musaceae Juss. (1789)
  - Strelitziaceae Hutch. (1934)
  - Zingiberaceae Martinov (1820)

#### Clade probable frère deDicotylédones vraies
- Ceratophyllales Link (1829)
  - Ceratophyllaceae Gray (1822)

#### Dicotylédones vraiesouEudicotylédones(anglais "eudicots")
- Ranunculales Juss. ex Bercht. & J.Presl (1820)
  - Berberidaceae Juss. (1789)
  - $Circaeasteraceae Hutch. (1926) (incluant Kingdoniaceae Airy Shaw)
  - Eupteleaceae K.Wilh. (1910)
  - Lardizabalaceae R.Br. (1821)
  - Menispermaceae Juss. (1789)
  - $Papaveraceae Juss. (1789) (incluant Fumariaceae Marquis, Pteridophyllaceae Nakai ex Reveal & Hoogland)
  - Ranunculaceae Juss. (1789)
- Sabiaceae Blume (1851)
- Proteales Juss. ex Bercht. & J.Presl (1820)
  - Nelumbonaceae A.Rich. (1827)
  - $$Platanaceae T.Lestib. (1826)
  - $$Proteaceae Juss. (1789)
- †Trochodendrales Takht. ex Cronquist (1981)
  - $Trochodendraceae Eichler (1865) (incluant Tetracentraceae A.C.Sm.).
- †Buxales Takht. ex Reveal (1996)
  - $Buxaceae Dumort. (1822) (incluant Didymelaceae Leandri)
  - *Haptanthaceae C.Nelson (2002)

##### Noyau des Dicotylédones vraiesouEudicotylédones supérieures(anglais "core eudicots")
- Gunnerales Takht. ex Reveal (1992)
  - $$Gunneraceae Meisn. (1842)
  - $$Myrothamnaceae Nied. (1891)
- Dilleniaceae Salisb. (1807) (Optionnellement dans Dilleniales)
- Saxifragales Bercht. & J.Presl (1820)
  - Altingiaceae Horan. (1841)
  - Aphanopetalaceae Doweld (2001)
  - Cercidiphyllaceae Engl. (1907)
  - Crassulaceae J.St.-Hil. (1805)
  - Daphniphyllaceae Müll.-Arg. (1869)
  - Grossulariaceae DC. (1805)
  - $$Haloragaceae R.Br. (1814)
  - Hamamelidaceae R.Br. (1818)
  - $Iteaceae J.Agardh (1858) (incluant Pterostemonaceae Small)
  - Paeoniaceae Raf. (1815)
  - $$Penthoraceae Rydb. ex Britt. (1901)
  - *§Peridiscaceae Kuhlm. (1950) (incluant Medusandraceae Brenan, Soyauxia Oliver)
  - Saxifragaceae Juss. (1789)
  - $$Tetracarpaeaceae Nakai (1943)
- †Berberidopsidales Doweld (2001)
  - Aextoxicaceae Engl. & Gilg (1920)
  - Berberidopsidaceae Takht. (1985)
- Santalales R.Br. ex Bercht. & J.Presl (1820)
  - *Balanophoraceae Rich. (1822)
  - Loranthaceae Juss. (1808)
  - Misodendraceae J.Agardh (1858)
  - Santalaceae R.Br. (1810)
  - Olacaceae R.Br. (1818)
  - Opiliaceae Valeton (1886)
  - *Schoepfiaceae Blume (1850)
- Caryophyllales Juss. ex Bercht. & J.Presl (1820)
  - Achatocarpaceae Heimerl (1934)
  - Aizoaceae Martinov (1820)
  - Amaranthaceae Juss. (1789)
  - *Anacampserotaceae Eggli & Nyffeler (2010, in press)
  - Ancistrocladaceae Planch. ex Walp. (1851)
  - Asteropeiaceae Takht. ex Reveal & Hoogland (1990)
  - Barbeuiaceae Nakai (1942)
  - Basellaceae Raf. (1837)
  - Cactaceae Juss. (1789)
  - Caryophyllaceae Juss. (1789)
  - §Didiereaceae Radlk. (1896)
  - Dioncophyllaceae Airy Shaw (1952)
  - Droseraceae Salisb. (1808)
  - Drosophyllaceae Chrtek, Slavíková & Studnicka (1989)
  - Frankeniaceae Desv. (1817)
  - Gisekiaceae Nakai (1942)
  - Halophytaceae A.Soriano (1984)
  - *Limeaceae Shipunov ex Reveal (2005)
  - *Lophiocarpaceae Doweld & Reveal (2008)
  - §Molluginaceae Bartl. (1825)
  - *Montiaceae Raf. (1820)
  - Nepenthaceae Dumort. (1829)
  - Nyctaginaceae Juss. (1789)
  - Physenaceae Takht. (1985)
  - Phytolaccaceae R.Br. (1818)
  - Plumbaginaceae Juss. (1789)
  - Polygonaceae Juss. (1789)
  - §Portulacaceae Juss. (1789)
  - Rhabdodendraceae Prance (1968)
  - Sarcobataceae Behnke (1997)
  - Simmondsiaceae Tiegh. (1900)
  - Stegnospermataceae Nakai (1942)
  - *Talinaceae Doweld (2001)
  - Tamaricaceae Link (1821)

###### Rosidées(anglais "rosids")
- †Vitales Juss. ex Bercht. & J.Presl (1820)
  - Vitaceae Juss. (1789)

###### FabidéesouEurosidées I(anglais "eurosids I")
- †Zygophyllales Link (1829)
  - $$Krameriaceae Dumort. (1829)
  - $$Zygophyllaceae R.Br. (1814)
- Celastrales Link (1829)
  - $Celastraceae R.Br. (1814) (incluant Lepuropetalaceae Nakai, Parnassiaceae Martinov, Pottingeriaceae Takht.)
  - Lepidobotryaceae J.Léonard (1950)
- Oxalidales Bercht. & J.Presl (1820)
  - Brunelliaceae Engl. (1897)
  - Cephalotaceae Dumort. (1829)
  - Connaraceae R.Br. (1818)
  - Cunoniaceae R.Br. (1814)
  - Elaeocarpaceae Juss. ex DC. (1816)
  - *Huaceae A.Chev. (1947)
  - Oxalidaceae R.Br. (1818)
- Malpighiales Juss. ex Bercht. & J.Presl (1820)
  - Achariaceae Harms (1897)
  - Balanopaceae Benth. & Hook.f. (1880)
  - Bonnetiaceae L.Beauvis. ex Nakai (1948)
  - *Calophyllaceae J.Agardh
  - Caryocaraceae Voigt (1845)
  - *Centroplacaceae Doweld & Reveal (2005)
  - $$Chrysobalanaceae R.Br. (1818)
  - §Clusiaceae Lindl. (1836)
  - Ctenolophonaceae Exell & Mendonça (1951)
  - $$Dichapetalaceae Baill. (1886)
  - Elatinaceae Dumort. (1829)
  - $$§Erythroxylaceae Kunth (1822) (incluant Aneulophus Benth.)
  - Euphorbiaceae Juss. (1789)
  - $$Euphroniaceae Marc.-Berti (1989)
  - Goupiaceae Miers (1862)
  - Humiriaceae A.Juss. (1829)
  - Hypericaceae Juss. (1789)
  - Irvingiaceae Exell & Mendonça (1951)
  - Ixonanthaceae Planch. ex Miq. (1858)
  - Lacistemataceae Mart. (1826)
  - Linaceae DC. ex Perleb (1818)
  - Lophopyxidaceae H.Pfeiff. (1951)
  - Malpighiaceae Juss. (1789)
  - $Ochnaceae DC. (1811) (incluant Medusagynaceae Engl. & Gilg, Quiinaceae Choisy)
  - Pandaceae Engl. & Gilg (1912–1913)
  - $Passifloraceae Juss. ex Roussel (1806) [incluant Malesherbiaceae D.Don, Turneraceae Kunth ex DC. (1828)]
  - Phyllanthaceae Martinov (1820)
  - Picrodendraceae Small (1917)
  - Podostemaceae Rich. ex Kunth (1816)
  - Putranjivaceae Meisn. (1842)
  - *Rafflesiaceae Dumort. (1829)
  - $$Rhizophoraceae Pers. (1807)
  - Salicaceae Mirb. (1815)
  - $$Trigoniaceae A.Juss. (1849)
  - Violaceae Batsch (1802)
- Cucurbitales Juss. ex Bercht. & J.Presl (1820)
  - Anisophylleaceae Ridl. (1922)
  - Begoniaceae C.Agardh (1824)
  - Coriariaceae DC. (1824)
  - Corynocarpaceae Engl. (1897)
  - Cucurbitaceae Juss. (1789)
  - Datiscaceae Dumort. (1829)
  - Tetramelaceae Airy Shaw (1965)
- Fabales Bromhead (1838)
  - Fabaceae Lindl. (1836)
  - Polygalaceae Hoffmanns. & Link (1809)
  - Quillajaceae D.Don (1831)
  - Surianaceae Arn. (1834)
- Fagales Engl. (1892)
  - Betulaceae Gray (1822)
  - Casuarinaceae R.Br. (1814)
  - Fagaceae Dumort. (1829)
  - §Juglandaceae DC. ex Perleb (1818) [incluant Rhoipteleaceae Hand.-Mazz. (1932)]
  - Myricaceae A.Rich. ex Kunth (1817)
  - Nothofagaceae Kuprian (1962)
  - Ticodendraceae Gómez-Laur. & L.D.Gómez (1991)
- Rosales Bercht. & J.Presl (1820)
  - Barbeyaceae Rendle (1916)
  - Cannabaceae Martinov (1820)
  - Dirachmaceae Hutch. (1959)
  - Elaeagnaceae Juss. (1789)
  - Moraceae Gaudich. (1835)
  - Rhamnaceae Juss. (1789)
  - Rosaceae Juss. (1789)
  - Ulmaceae Mirb. (1815)
  - Urticaceae Juss. (1789)

###### MalvidéesouEurosidées II(anglais "eurosids II")
- Geraniales Juss. ex Bercht. & J.Presl (1820)
  - $Geraniaceae Juss. (1789) (incluant Hypseocharitaceae Wedd.)
  - $Melianthaceae Horan. (1834) (incluant Francoaceae A.Juss.)
  - §Vivianiaceae Klotzsch prop. (incluant Ledocarpaceae Meyen)
- Myrtales Juss. ex Bercht. & J.Presl (1820)
  - Alzateaceae S.A.Graham (1985)
  - Combretaceae R.Br. (1810)
  - Crypteroniaceae A.DC. (1868)
  - Lythraceae J.St.-Hil. (1805)
  - $Melastomataceae Juss. (1789) (incluant Memecylaceae DC.)
  - §Myrtaceae Juss. (1789) (incluant Heteropyxidaceae Engl. & Gilg, Psiloxylaceae Croizat)
  - Onagraceae Juss. (1789)
  - §Penaeaceae Sweet ex Guill. (1828) (incluant Oliniaceae Arn., Rhynchocalycaceae L.A.S.Johnson & B.G.Briggs)
  - Vochysiaceae A.St.-Hil. (1820)
- Crossosomatales Takht. ex Reveal (1993)
  - *Aphloiaceae Takht. (1985)
  - Crossosomataceae Engl. (1897)
  - *Geissolomataceae A.DC. (1856)
  - *Guamatelaceae S.Oh & D.Potter (2006)
  - Stachyuraceae J.Agardh (1858)
  - Staphyleaceae Martinov (1820)
  - *§Strasburgeriaceae Soler. (1908) (incluant Ixerbaceae Griseb. ex Doweld&Reveal)
- †Picramniales Doweld (2001)
  - *Picramniaceae Fernando & Quinn (1995)
- †Huerteales Doweld (2001)
  - *Dipentodontaceae Merr. (1941)
  - *Gerrardinaceae Alford (2006)
  - Tapisciaceae Takht. (1987)
- Brassicales Bromhead (1838)
  - $Akaniaceae Stapf (1912) (incluant Bretschneideraceae Engl. & Gilg)
  - Bataceae Mart. ex Perleb (1838)
  - §Brassicaceae Burnett (1835)
  - *Capparaceae Juss. (1789)
  - Caricaceae Dumort. (1829)
  - *Cleomaceae Bercht. & J.Presl (1825)
  - Emblingiaceae J.Agardh (1958)
  - Gyrostemonaceae A.Juss. (1845)
  - Koeberliniaceae Engl. (1895)
  - Limnanthaceae R.Br. (1833)
  - Moringaceae Martinov (1820)
  - Pentadiplandraceae Hutch. & Dalziel (1928)
  - Resedaceae Martinov (1820)
  - Salvadoraceae Lindl. (1836)
  - Setchellanthaceae Iltis (1999)
  - Tovariaceae Pax (1891)
  - Tropaeolaceae Juss. ex DC. (1824)
- Malvales Juss. ex Bercht. & J.Presl (1820)
  - $Bixaceae Kunth (1822) (incluant Cochlospermaceae Planch., Diegodendraceae Capuron,)
  - Cistaceae Juss. (1789)
  - *Cytinaceae A.Rich. (1824)
  - Dipterocarpaceae Blume (1825)
  - Malvaceae Juss. (1789)
  - Muntingiaceae C.Bayer, M.W.Chase & M.F.Fay (1998)
  - Neuradaceae Kostel. (1835)
  - Sarcolaenaceae Caruel (1881)
  - Sphaerosepalaceae Tiegh. ex Bullock (1959)
  - Thymelaeaceae Juss. (1789)
- Sapindales Juss. ex Bercht. & J.Presl (1820)
  - Anacardiaceae R.Br. (1818)
  - Biebersteiniaceae Schnizl. (1856)
  - Burseraceae Kunth (1824)
  - Kirkiaceae Takht. (1967)
  - Meliaceae Juss. (1789)
  - $Nitrariaceae Lindl. (1835) (incluant Peganaceae Tiegh. ex Takht., Tetradiclidaceae Takht.)
  - Rutaceae Juss. (1789)
  - Sapindaceae Juss. (1789)
  - Simaroubaceae DC. (1811)

###### Astéridées(anglais "asterids")
- Cornales Link. (1829)
  - Cornaceae Bercht. & J.Presl (1825) (incluant Nyssaceae Juss. ex Dumort.)
  - Curtisiaceae Takht. (1987)
  - Grubbiaceae Endl. ex Meisn., (1841)
  - Hydrangeaceae Dumort. (1829)
  - Hydrostachyaceae Engl. (1894)
  - Loasaceae Juss. (1804)
- Ericales Bercht. & J.Presl (1820)
  - Actinidiaceae Engl. & Gilg. (1824)
  - Balsaminaceae A.Rich. (1824)
  - Clethraceae Klotzsch (1851)
  - Cyrillaceae Lindl. (1846)
  - Diapensiaceae Lindl. (1836)
  - Ebenaceae Gürke (1891)
  - Ericaceae Juss. (1789)
  - Fouquieriaceae DC. (1828)
  - Lecythidaceae A.Rich. (1825)
  - Marcgraviaceae Bercht. & J.Presl (1820)
  - *Mitrastemonaceae Makino (1911)
  - $Pentaphylacaceae Engl. (1897) (incluant Ternstroemiaceae Mirb. ex DC.)
  - Polemoniaceae Juss. (1789)
  - §Primulaceae Batsch ex Borkh. (1797) (incluant Maesaceae Anderb., B.Ståhl & Källersjö, Myrsinaceae R.Br., Theophrastaceae G.Don)
  - Roridulaceae Martinov (1820)
  - Sapotaceae Juss. (1789)
  - Sarraceniaceae Dumort. (1829)
  - $$Sladeniaceae Airy Shaw (1965)
  - Styracaceae DC. & Spreng. (1821)
  - Symplocaceae Desf. (1820)
  - $Tetrameristaceae Hutch. (1959) (incluant Pellicieraceae L.Beauvis.)
  - Theaceae Mirb. ex Ker Gawl. (1816)

###### LamiidéesouEuastéridées I(anglais "euasterids I")
- §*Boraginaceae Juss. (1789) (incluant Hoplestigmataceae Gilg)
- Vahliaceae Dandy (1959)
- Icacinaceae Miers (1851)
- Metteniusaceae H.Karst. ex Schnizl. (1860–1870)
- Oncothecaceae Kobuski ex Airy Shaw (1965)
- Garryales Lindl. (1835)
  - Eucommiaceae Engl. (1907)
  - $Garryaceae Lindl. (1834) (incluant Aucubaceae Bercht. & J.Presl)
- Gentianales Juss. ex Bercht. & J.Presl (1820)
  - Apocynaceae Juss. (1789)
  - Gelsemiaceae Struwe & V.A.Albert (1995)
  - Gentianaceae Juss. (1789)
  - Loganiaceae R.Br. ex Mart. (1827)
  - Rubiaceae Juss. (1789)
- Lamiales Bromhead (1838)
  - §Acanthaceae Juss. (1789)
  - Bignoniaceae Juss. (1789)
  - Byblidaceae Domin (1922)
  - Calceolariaceae Olmstead (2001)
  - Carlemanniaceae Airy Shaw (1965)
  - Gesneriaceae Rich. & Juss. (1816)
  - Lamiaceae Martinov (1820)
  - *Linderniaceae Borsch, K.Müll., & Eb.Fisch. (2005)
  - Lentibulariaceae Rich. (1808)
  - Martyniaceae Horan. (1847)
  - Oleaceae Hoffmanns. & Link (1809)
  - Orobanchaceae Vent. (1799)
  - Paulowniaceae Nakai (1949)
  - Pedaliaceae R.Br. (1810)
  - Phrymaceae Schauer (1847)
  - §Plantaginaceae Juss. (1789)
  - Plocospermataceae Hutch. (1973)
  - Schlegeliaceae Reveal (1996)
  - Scrophulariaceae Juss. (1789)
  - Stilbaceae Kunth (1831)
  - Tetrachondraceae Wettst. (1924)
  - *Thomandersiaceae Sreem. (1977)
  - Verbenaceae J.St.-Hil. (1805)
- Solanales Juss. ex Bercht. & J.Presl (1820)
  - Convolvulaceae Juss. (1789)
  - Hydroleaceae R.Br. ex Edwards (1821)
  - Montiniaceae Nakai (1943)
  - Solanaceae Juss. (1789)
  - Sphenocleaceae T.Baskerv. (1839)

###### CampanulidéesouEuastéridées II(anglais "euasterids II")
- Aquifoliales Senft (1856)
  - Aquifoliaceae Bercht. & J.Presl (1820)
  - §Cardiopteridaceae Blume (1847) (incluant Leptaulaceae Tiegh.)
  - Helwingiaceae Decne. (1836)
  - Phyllonomaceae Small (1905)
  - Stemonuraceae Kårehed (2001)
- Asterales Link (1829)
  - Alseuosmiaceae Airy Shaw (1965)
  - Argophyllaceae Takht. (1987)
  - Asteraceae Bercht. & J.Presl (1820)
  - Calyceraceae R.Br. ex Rich. (1820)
  - $Campanulaceae Juss. (1789) (incluant Lobeliaceae Juss.)
  - Goodeniaceae R.Br. (1810)
  - Menyanthaceae Dumort. (1829)
  - Pentaphragmataceae J.Agardh (1858)
  - Phellinaceae Takht. (1967)
  - Rousseaceae DC. (1839)
  - $Stylidiaceae R.Br. (1810) (incluant Donatiaceae B.Chandler)
- †Escalloniales R.Br. (1835)
  - §Escalloniaceae R.Br. ex Dumort. (1829) (incluant Eremosynaceae Dandy, Polyosmaceae Blume, Tribelaceae Airy Shaw)
- †Bruniales Dumort. (1829)
  - Bruniaceae R.Br. ex DC. (1825)
  - §Columelliaceae D.Don (1828) (incluant Desfontainiaceae Endl.)
- †Paracryphiales Takht. ex Reveal (1992)
  - §Paracryphiaceae Airy Shaw (1965) (incluant *Quintiniaceae Doweld, Sphenostemonaceae P.Royen & Airy Shaw (1972))
- Dipsacales Juss. ex Bercht. & J.Presl (1820)
  - Adoxaceae E.Mey. (1839)
  - §Caprifoliaceae Juss. (1789) [incluant Diervillaceae Pyck, Dipsacaceae Juss., Linnaeaceae Backlund, Morinaceae Raf., Valerianaceae Batsch]
- Apiales Nakai (1930)
  - Apiaceae Lindl. (1836)
  - Araliaceae Juss. (1789)
  - Griseliniaceae J.R.Forst. & G.Forst. ex A.Cunn. (1839)
  - Myodocarpaceae Doweld (2001)
  - Pennantiaceae J.Agardh (1858)
  - Pittosporaceae R.Br. (1814)
  - §Torricelliaceae Hu (1934) (incluant Aralidiaceae Philipson & B.C.Stone, Melanophyllaceae Takht. ex Airy Shaw)

#### Taxons de position incertaine
Familles
- Apodanthaceae Takhtajan [trois genres]
- Cynomoriaceae Endl. ex Lindl. (1833)

Genres
- Gumillea (es) Ruiz & Pav.
- Petenaea (en) Lundell (probablement dans Malvales)
- Nicobariodendron (voir Simmons, 2004; probablement dans Celastraceae).

## APG III selon Mark W. Chase et James L. Reveal 2009
En octobre 2009, alors que l'Angiosperm Phylogeny Group publie APG III, deux des membres de l'APG, Mark W. Chase et James L. Reveal, publient « A phylogenetic classification of the land plants to accompany APG III ». Dans ce document, ils expliquent que APG III est une classification non terminée, proposant des clades (magnoliids, monocots, lamiids) avec des noms informels et sans rang taxinomique. Avec ce document, ils font une proposition de nommage de certains de ces clades et une réorganisation, légère, en rangs taxinomiques.
Cette classification est suivie sur internet par les bases de données taxinomiques Tropicos, Taxref (INPN) et The Taxonomicon.
Il n'y a pas de document équivalent pour la classification phylogénétique APG IV (2016) car ses modifications par rapport à APG III restent applicables à la classification de Chase et Reveal.
Selon Chase et Reveal, d'après la classification phylogénétique APG III (2009), applicable à la classification phylogénétique APG IV (2016) :
(angiospermes) sous-classe des Magnoliidae Novák ex Takht., 1967
- super-ordre des Amborellanae M.W.Chase & Reveal, 1948
- super-ordre des Nymphaeanae Thorne ex Reveal, 1992
- super-ordre des Austrobaileyanae Doweld ex M.W.Chase & Reveal, 2009

(mésangiospermes)
- non classé : Chloranthales Mart., 1835 (ou super-ordre des Chloranthanae Doweld, 2001)
- super-ordre des Magnolianae Takht., 1967
  - ordre des Canellales Cronquist, 1957
  - ordre des Laurales Juss. ex Bercht. & J.Presl, 1820
  - ordre des Magnoliales Juss. ex Bercht. & J.Presl, 1820
  - ordre des Piperales Bercht. & J.Presl, 1820
- super-ordre des Lilianae Takht., 1967 (monocotylédones)
  - ordre des Acorales Mart., 1835
  - ordre des Alismatales R.Br. ex Bercht. & J.Presl, 1820
  - ordre des Asparagales Link, 1829
  - ordre des Dioscoreales Mart., 1835
  - ordre des Liliales Perleb, 1826
  - ordre des Pandanales R.Br. ex Bercht. & J.Presl, 1820
  - ordre des Petrosaviales Takht., 1997

(commelinidées)
- non classé : famille des Dasypogonaceae Dumort., 1829 (ou ordre des Dasypogonales Doweld, 2001)
  - ordre des Arecales Bromhead, 1840
  - ordre des Commelinales Mart., 1835
  - ordre des Poales Small, 1903
  - ordre des Zingiberales Griseb., 1854
- super-ordre des Ceratophyllanae Takht. ex Reveal & Doweld, 1999
  - ordre des Ceratophyllales Link, 1829

(dicotylédones vraies)
- super-ordre des Buxanae Takht. ex Reveal & Doweld, Novon 9: 549 30 Dec 1999
  - ordre des Buxales Takht. ex Reveal, 1996
- super-ordre des Proteanae Takht., 1967
  - ordre des Proteales Juss. ex Bercht. & J.Presl, 1820
- super-ordre des Ranunculanae Takht. ex Reveal, 1992
  - ordre des Ranunculales Juss. ex Bercht. & J.Presl, 1820

(noyau des dicotylédones vraies)
- super-ordre des Myrothamnanae Takht., 1997
  - ordre des Gunnerales Takht. ex Reveal, 1992
- non classé : famille des Dilleniaceae Salisb., 1807 (ou ordre des Dilleniales DC. ex Bercht. & J. Presl, 1820, super-ordre des Dillenianae Takht. ex Doweld, 2001)
- non classé : ordre des Saxifragales Bercht. & J.Presl, 1820 (ou super-ordre des Saxifraganae Reveal, 1994)
- super-ordre des Rosanae Takht., 1967
  - ordre des Vitales Juss. ex Bercht. & J.Presl, 1820

(fabidées : eurosidées I)
- - ordre des Celastrales Link, 1829
  - ordre des Cucurbitales Juss. ex Bercht. & J.Presl, 1820
  - ordre des Fabales Bromhead, 1838
  - ordre des Fagales Engl., 1892
  - ordre des Malpighiales Juss. ex Bercht. & J.Presl, 1820
  - ordre des Oxalidales Bercht. & J.Presl, 1820
  - ordre des Rafflesiales Mart., 1835
  - ordre des Rosales Bercht. & J.Presl, 1820
  - ordre des Zygophyllales Link, 1829

(malvidées : eurosidées II)
- - ordre des Brassicales Bromhead, 1838
  - ordre des Crossosomatales Takht. ex Reveal, 1993
  - ordre des Geraniales Juss. ex Bercht. & J.Presl, 1820
  - ordre des Huerteales Doweld, 2001
  - ordre des Malvales Juss. ex Bercht. & J.Presl, 1820
  - ordre des Myrtales Juss. ex Bercht. & J.Presl, 1820
  - ordre des Picramniales Doweld, 2001
  - ordre des Sapindales Juss. ex Bercht. & J.Presl, 1820
- super-ordre des Berberidopsidanae Thorne & Reveal, 2007
  - ordre des Berberidopsidales Doweld, 2001
- super-ordre des Caryophyllanae Takht., 1967
  - ordre des Caryophyllales Takht., 1967
- super-ordre des Santalanae Thorne ex Reveal, 1992
  - ordre des Santalales R.Br. ex Bercht. & J.Presl, 1820
- super-ordre des Asteranae Takht., 1967
  - ordre des Cornales Link, 1829
  - ordre des Ericales Bercht. & J.Presl, 1820

(lamiidées : euastéridées I)
- non classés : familles des Boraginaceae Juss., 1789, des Icacinaceae Miers, 1851, des Metteniusaceae H.Karst. ex Schnizl., 1860–1870, des Oncothecaceae Kobuski ex Airy Shaw, 1965 et des Vahliaceae Dandy, J.Hutchinson, 1959 (ou ordre des Boraginales Juss. ex Bercht. & J.Presl, 1820, des Icacinales Tiegh., 1900, des Metteniusales Takht., 1997, des Oncothecales Doweld, 2001 et des Vahliales Doweld, 2001)
  - ordre des Garryales Mart., 1835
  - ordre des Gentianales Juss. ex Bercht. & J.Presl, 1820
  - ordre des Lamiales Bromhead, 1838
  - ordre des Solanales Juss. ex Bercht. & J.Presl, 1820

(campanulidées : euastéridées II)
- - ordre des Apiales Nakai, 1930
  - ordre des Aquifoliales Senft, 1856
  - ordre des Asterales Link, 1829
  - ordre des Bruniales Dumort., 1829
  - ordre des Dipsacales Juss. ex Bercht. & J.Presl, 1820
  - ordre des Escalloniales Link, 1829
  - ordre des Paracryphiales Takht. ex Reveal, 1992

## Anciennes familles non reconnues par APGIII
- Agapanthaceae
- Agavaceae
- Alliaceae
- Aphyllanthaceae
- Aralidiaceae
- Asphodelaceae
- Aucubaceae
- Bretschneideraceae
- Chenopodiaceae
- Cochlospermaceae
- Desfontainiaceae
- Didymelaceae
- Diegodendraceae
- Diervillaceae
- Dipsacaceae
- Donatiaceae
- Eremosynaceae
- Francoaceae
- Fumariaceae
- Hemerocallidaceae
- Hesperocallidaceae
- Heteropyxidaceae
- Hoplestigmataceae
- Hyacinthaceae
- Hypseocharitaceae
- Illiciaceae
- Ixerbaceae
- Kingdoniaceae
- Laxmanniaceae
- Ledocarpaceae
- Leptaulaceae
- Lepuropetalaceae
- Limnocharitaceae
- Linnaeaceae
- Lobeliaceae
- Luzuriagaceae
- Maesaceae
- Malesherbiaceae
- Medusagynaceae
- Medusandraceae
- Melanophyllaceae
- Memecylaceae
- Morinaceae
- Myrsinaceae
- Nyssaceae
- Oliniaceae
- Parnassiaceae
- Peganaceae
- Pellicieraceae
- Polyosmaceae
- Pottingeriaceae
- Psiloxylaceae
- Pteridophyllaceae
- Pterostemonaceae
- Quiinaceae
- Quintiniaceae
- Rhoipteleaceae
- Rhynchocalycaceae
- Ruscaceae
- Sparganiaceae
- Sphenostemonaceae
- Ternstroemiaceae
- Tetracentraceae
- Tetradiclidaceae
- Themidaceae
- Theophrastaceae
- Tribelaceae
- Turneraceae
- Valerianaceae